# Nombres 800 à 899
Pour les années, voir  800, 800 av. J.-C., IXe siècle et IXe siècle av. J.-C.
Cet article recense les nombres (entiers naturels) de huit cents (800) à huit cent quatre-vingt-dix-neuf (899) en mentionnant certaines propriétés, liées entre autres aux nombres premiers et aux zéros de la fonction de Mertens.

## Entiers de 800 à 809

### 800
- 25 × 52,
- somme de quatre nombres premiers consécutifs (193 + 197 + 199 + 211),
- nombre Harshad,
- l'indicatif téléphonique pour un appel gratuit international,
- une vitesse de film pour les films photographiques, suivant le standard ISO 5800,
- le numéro du vol TWA 800, qui explosa au large de l'île de Long Island le 17 juillet 1996,
- l'ordinateur domestique Atari 800,
- score parfait pour une section individuelle du test SAT, un test d'entrée dans les universités américaines,
- distance en mètres d'un évènement d'athlétisme (le 800 m).

### 801
- 32 × 89,
- nombre Harshad.

### 802
- 2 × 401,
- somme de huit nombres premiers consécutifs (83 + 89 + 97 + 101 + 103 + 107 + 109 + 113),
- nombre nontotient,
- l'indicatif téléphonique intérieur pour le Vermont.

### 803
- 11 × 73,
- somme de trois nombres premiers consécutifs (263 + 269 + 271),
- somme de neuf nombres premiers consécutifs (71 + 73 + 79 + 83 + 89 + 97 + 101 + 103 + 107),
- nombre Harshad.

### 804
- 22 × 3 × 67,
- nombre nontotient,
- nombre Harshad.

### 805
- 5 × 7 × 23,
- l'Interstate 805 est une déviation par l'est de San Diego en Californie.

### 806
- 2 × 13 × 31,
- nombre sphénique,
- nombre nontotient.

### 807
3 × 269.

### 808
23 × 101.

### 809
- nombre premier de Sophie Germain,
- nombre premier de Chen,
- nombre d'Eisenstein premier sans partie imaginaire.

## Entiers de 810 à 819

### 810
- 2 × 34 × 5,
- nombre Harshad.

### 811
- nombre premier de Chen,
- somme de cinq nombres premiers consécutifs (151 + 157 + 163 + 167 + 173),
- zéro de la fonction de Mertens.

### 812
- 22 × 7 × 29,
- nombre oblong,
- zéro de la fonction de Mertens.

### 813
3 × 271.

### 814
- 2 × 11 × 37,
- nombre sphénique,
- zéro de la fonction de Mertens,
- nombre nontotient.

### 815
- 5 × 163,
- un nombre de Zuckerman.

### 816
- 24 × 3 × 17,
- nombre tétraédrique,
- nombre de Zuckerman,
- terme de la suite de Padovan.

### 817
- 19 × 43,
- somme de trois nombres premiers consécutifs (269 + 271 + 277),
- nombre hexagonal centré.

### 818
- 2 × 409,
- nombre nontotient,
- palindrome en base dix,
- entre 818 et 831 se trouve le plus grand espace entre deux semi-premiers inférieurs à 1 000.

### 819
- 32 × 7 × 13,
- nombre carré pyramidal.

## Entiers de 820 à 829

### 820
- 22 × 5 × 41,
- nombre triangulaire,
- nombre Harshad,
- l'Interstate 820 est une déviation de Fort Worth au Texas.

### 821
- nombre d'Eisenstein premier sans partie imaginaire,
- membre d'un quadruplet de nombres premiers successifs avec 823, 827, 829.

### 822
- 2 × 3 × 137,
- nombre sphénique.

### 823
- nombre premier,
- zéro de la fonction de Mertens,
- membre d'un quadruplet de nombres premiers successifs avec 821, 827, 829.

### 824
- 23 × 103,
- somme de dix nombres premiers consécutifs (61 + 67 + 71 + 73 + 79 + 83 + 89 + 97 + 101 + 103),
- zéro de la fonction de Mertens,
- nombre nontotient.

### 825
- 3 × 52 × 11,
- nombre de Smith,
- zéro de la fonction de Mertens,
- nombre Harshad.

### 826
- 2 × 7 × 59,
- nombre sphénique.

### 827
- nombre premier de Chen,
- membre d'un quadruplet de nombres premiers successifs avec 821, 823, 829,
- somme de sept nombres premiers consécutifs (103 + 107 + 109 + 113 + 127 + 131 + 137),
- nombre d'Eisenstein premier sans partie imaginaire,
- nombre strictement non palindrome.

### 828
- 22 × 32 × 23,
- nombre Harshad.

### 829
- nombre premier de Chen,
- membre d'un quadruplet de nombres premiers successifs avec 827, 823, 821,
- somme de trois nombres premiers consécutifs (271 + 277 + 281).

## Entiers de 830 à 839

### 830
- 2 × 5 × 83,
- nombre sphénique,
- somme de quatre nombres premiers consécutifs (197 + 199 + 211 + 223),
- nombre nontotient.

### 831
- 3 × 277,
- somme des nombres premiers sexy 271 + 277 + 283.

### 832
- 26 × 13,
- nombre Harshad.

### 833
72 × 17.

### 834
- 2 × 3 × 139,
- nombre sphénique,
- somme de six nombres premiers consécutifs (127 + 131 + 137 + 139 + 149 + 151),
- nombre nontotient.

### 835
- 5 × 167,
- nombre de Motzkin.

### 836
- 22 × 11 × 19,
- nombre étrange.

### 837
33 × 31.

### 838
2 × 419.

### 839
- nombre premier sûr,
- somme de cinq nombres premiers consécutifs (157 + 163 + 167 + 173 + 179),
- nombre premier de Chen,
- nombre d'Eisenstein premier sans partie imaginaire,
- nombre hautement cototient.

## Entiers de 840 à 849

### 840
- 23 × 3 × 5 × 7,
- nombre hautement composé,
- le plus petit nombre divisible par les nombres de 1 à 8,
- nombre Harshad de la base deux jusqu'à la base dix.

### 841
- 292,
- 841 = 202 + 212,
- somme de trois nombres premiers consécutifs (277 + 281 + 283),
- somme de neuf nombres premiers consécutifs (73 + 79 + 83 + 89 + 97 + 101 + 103 + 107 + 109),
- nombre carré centré,
- nombre heptagonal centré,
- nombre octogonal centré.

### 842
- 2 × 421,
- nombre nontotient.

### 843
3 × 281.

### 844
- 22 × 211,
- nombre nontotient.

### 845
5 × 132.

### 846
- 2 × 32 × 47,
- somme de huit nombres premiers consécutifs (89 + 97 + 101 + 103 + 107 + 109 + 113 + 127),
- nombre nontotient,
- nombre Harshad.

### 847
7 × 112.

### 848
24 × 53.

### 849
- 3 × 283,
- zéro de la fonction de Mertens.

## Entiers de 850 à 859

### 850
- 2 × 52 × 17,
- zéro de la fonction de Mertens,
- nombre nontotient.

### 851
23 × 37.

### 852
- 22 × 3 × 71,
- nombre de Smith.

### 853
- nombre premier,
- zéro de la fonction de Mertens,
- nombre strictement non palindrome.

### 854
- 2 × 7 × 61,
- nombre nontotient.

### 855
- 32 × 5 × 19,
- nombre décagonal,
- nombre cubique centré.

### 856
- 23 × 107,
- nombre ennéagonal,
- nombre pentagonal centré.

### 857
- nombre premier de Chen,
- somme de trois nombres premiers consécutifs (281 + 283 + 293),
- nombre d'Eisenstein premier sans partie imaginaire.

### 858
- 2 × 3 × 11 × 13,
- nombre de Giuga.

### 859
nombre premier.

## Entiers de 860 à 869

### 860
- 22 × 5 × 43,
- somme de quatre nombres premiers consécutifs (199 + 211 + 223 + 227).

### 861
- 3 × 7 × 41,
- nombre sphénique,
- nombre triangulaire,
- nombre hexagonal,
- nombre de Smith.

### 862
2 × 431.

### 863
- nombre premier sûr,
- somme de cinq nombres premiers consécutifs (163 + 167 + 173 + 179 + 181),
- somme de sept nombres premiers consécutifs (107 + 109 + 113 + 127 + 131 + 137 + 139),
- nombre premier de Chen,
- nombre d'Eisenstein premier sans partie imaginaire.

### 864
- 25 × 33,
- somme de nombres premiers jumeaux (431 + 433),
- somme de six nombres premiers consécutifs (131 + 137 + 139 + 149 + 151 + 157),
- nombre Harshad.

### 865
5 × 173.

### 866
- 2 × 433,
- nombre nontotient.

### 867
- 3 × 172,
- l'indicatif téléphonique intérieur pour le Yukon, les territoires du Nord-Ouest américain et Nunavut.

### 868
- 22 × 7 × 31,
- nombre nontotient.

### 869
- 11 × 79,
- zéro de la fonction de Mertens.

## Entiers de 870 à 879

### 870
- 2 × 3 × 5 × 29,
- somme de dix nombres premiers consécutifs (67 + 71 + 73 + 79 + 83 + 89 + 97 + 101 + 103 + 107),
- nombre oblong,
- nombre nontotient,
- nombre Harshad,
- constante magique d'un carré magique d'ordre 12 et du problème des huit dames étendu à n = 12.

### 871
13 × 67.

### 872
- 23 × 109,
- nombre nontotient.

### 873
- 32 × 97,
- somme des six factorielles à partir de 1.

### 874
- 2 × 19 × 23,
- somme des vingt-trois premiers nombres premiers,
- nombre nontotient,
- nombre Harshad.

### 875
- 53 × 7.

### 876
22 × 3 × 73.

### 877
- nombre premier de Chen,
- nombre de Bell,
- zéro de la fonction de Mertens,
- nombre strictement non palindrome.

### 878
- 2 × 439,
- nombre nontotient.

### 879
3 × 293.

## Entiers de 880 à 889

### 880
- 24 × 5 × 11,
- nombre Harshad,
- nombre polygonal à 148 côtés,
- nombre pyramidal heptagonal,
- le nombre de carrés magiques d'ordre 4,
- l'Interstate 880 est l'autoroute Nimitz très fréquentée entre Oakland, Californie et San José, Californie.

### 881
- nombre premier de Chen,
- nombre premier quatrain,
- somme de neuf nombres premiers consécutifs (79 + 83 + 89 + 97 + 101 + 103 + 107 + 109 + 113),
- nombre d'Eisenstein premier sans partie imaginaire.

### 882
- 2 × 32 × 72,
- nombre Harshad.

### 883
- nombre premier,
- somme de trois nombres premiers consécutifs (283 + 293 + 307),
- zéro de la fonction de Mertens.

### 884
22 × 13 × 17.

### 885
- 3 × 5 × 59,
- nombre sphénique.

### 886
- 2 × 443,
- zéro de la fonction de Mertens.

### 887
- nombre premier sûr,
- nombre premier de Chen,
- nombre d'Eisenstein premier sans partie imaginaire.

### 888
- 23 × 3 × 37,
- somme de huit nombres premiers consécutifs (97 + 101 + 103 + 107 + 109 + 113 + 127 + 131),
- nombre Harshad,
- nombre uniforme en base 10,
- l'indicatif téléphonique direct pour des appels gratuits aux États-Unis.

### 889
- 7 × 127,
- zéro de la fonction de Mertens.

## Entiers de 890 à 899

### 890
- 2 × 5 × 89,
- nombre sphénique,
- somme de quatre nombres premiers consécutifs (211 + 223 + 227 + 229),
- nombre nontotient.

### 891
- 34 × 11,
- somme de cinq nombres premiers consécutifs (167 + 173 + 179 + 181 + 191),
- nombre octaédrique.

### 892
- 22 × 223,
- nombre nontotient.

### 893
- 19 × 47,
- zéro de la fonction de Mertens.

### 894
- 2 × 3 × 149,
- nombre sphénique,
- nombre nontotient.

### 895
- 5 × 179,
- nombre de Smith,
- nombre de Woodall,
- zéro de la fonction de Mertens.

### 896
- 27 × 7,
- somme de six nombres premiers consécutifs (137 + 139 + 149 + 151 + 157 + 163),
- zéro de la fonction de Mertens,
- un nombre RSA.

### 897
- 3 × 13 × 23,
- nombre sphénique.

### 898
- 2 × 449,
- zéro de la fonction de Mertens,
- nombre nontotient.

### 899
29 × 31.